# Nawal El Moutawakel
Nawal El Moutawakel (àrab: نوال المتوكل, Nawāl al-Mutawakil) (Casablanca, Marroc, 15 d'abril de 1962) és una atleta marroquina que va guanyar la medalla d'or dels 400 metres tanques en els Jocs Olímpics de Los Angeles 1984, convertint-se així en la primera dona d'un país islàmic que guanyava una medalla olímpica i en la primera dona africana que guanyava una medalla d'or.
Des del 2012 és vicepresidenta del Comitè Olímpic Internacional (COI).

## Biografia
Va començar a córrer amb 15 anys en una pista bruta i amb graveta, però aviat es va veure que era capaç de guanyar a tots els nois i noies de la seva edat en les proves de velocitat. Per això va passar a estar dirigida per l'entrenador francès Jean François, que es va convertir en el seu mentor. Ell va ser qui la va introduir en els 400 m tanques, una prova llavors molt poc practicada per les dones. Molts deien que era un error perquè Nawal era massa baixa d'alçada per passar amb soltesa les tanques. No obstant això, el seu propi pare deia que els millors regals venen en paquets petits. L'any 1981 va participar en la Copa del Món de Roma corrent els 100 m. llisos en representació d'Àfrica, acabant en últim lloc.
En els Campionats del Món d'Hèlsinki 1983, va arribar fins a les semifinals dels 400 m. tanques, la qual cosa va ser considerada un gran èxit al seu país. El mateix any va guanyar l'or en els Jocs del Mediterrani celebrats a Casablanca.
A Los Angeles '84 era la primera vegada que se celebrava la prova dels 400 m. tanques per a dones en uns Jocs, i la victòria de Moutawakel va ser una gran sorpresa perquè no sortia com a favorita. No obstant això, va dominar la carrera des del principi i es va imposar amb una marca de 54,61s, amb més de mig segon d'avantatge sobre la nord-americana Judi Brown (plata amb 55,20s) i la romanesa Cristeana Cojocaru (bronze amb 55,41s).
En aquella època Nawal El Moutawakel estudiava als Estats Units, concretament a la Universitat de Iowa, on havia obtingut una beca. En el seu país es va convertir en una heroïna nacional, i fins i tot el rei del Marroc va decretar que totes les nenes nascudes el dia de la seva victòria haurien de portar el nom de Nawal en honor de la campiona olímpica.
L'any 1985 va ocupar el quart lloc en la Copa del Món celebrada a Canberra
El 1987 va guanyar una medalla d'or als Jocs del Mediterrani celebrats a Latakia, revalidant el seu títol de quatre anys abans a Casablanca. El mateix any va guanyar l'or a la Universíada de Belgrad.
Nawal El Moutawakel es va retirar de les pistes l'any 1987, amb només 24 anys, i es va dedicar a utilitzar la seva imatge per a promocionar el desenvolupament de la dona a l'esport, especialment als països islàmics.
El 1995 va ser escollida membre del Consell Directiu de la Federació Internacional d'Atletisme (IAAF) i tres anys després, el 1998 fou elegida membre del Comitè Olímpic Internacional (COI). Dins d'aquest organisme, actualment n'és la vicepresidenta. Ha presidit les comissions avaluadores que han decidit les ciutats amfitriones dels Jocs Olímpics de 2012, 2016 i 2020.
Està casada i és mare de dos fills. Parla anglès, francès i àrab, i és actualment una de les personalitats atlètiques més respectades i volgudes a tot el món.
El seu triomf en l'olimpíada de Los Angeles va ser molt important per al desenvolupament esportiu de les dones al món àrab, ja que va obrir portes que fins llavors estaven tancades en societats fortament patriarcals. Gràcies a això, les dones van tenir més facilitats per a practicar esport i en els anys següents van aparèixer altres dones àrabs que van destacar en diferents proves, com l'algeriana Hassiba Boulmerka o la siriana Ghada Shouaa, ambdues campiones olímpiques.